# Christian Short

a Compétitions nationales et continentales officielles uniquement.

Dernière mise à jour le 27 mai 2020.
Christian Mark Short, né le 15 novembre 1979, est un joueur irlandais de rugby à XV qui joue au poste de deuxième ligne. Il joue depuis 2012 avec le club du CS Vienne après avoir joué pour le Lyon olympique universitaire. À partir de la saison 2012-2013, il est entraîneur des avants viennois.

## Carrière

### En tant que joueur
- 2004-2006 : Connacht  (Celtic League)
- 2006-2007 : Northampton Saints  (Guinness Premiership)
- 2007-2010 : CA Brive (Top 14)
- 2010-2012 : Lyon olympique universitaire (Pro D2 puis Top  14)
- 2012-2018 : CS Vienne (Fédérale 1)

### En tant qu'entraîneur
| Saison      | Club      | Division   | Poste  | Classement       | Coupe d'Europe | Challenge Européen |
| ----------- | --------- | ---------- | ------ | ---------------- | -------------- | ------------------ |
| 2013 - 2014 | CS Vienne | Fédérale 1 | Avants | 9e de la poule 2 | -              | -                  |

## Palmarès
- Champion de France de Pro D2 en 2011